# Francesco di Pesello
Francesco di Pesello ou simplement Pesello est le nom d'un peintre florentin qui aurait été actif à Florence entre 1390 et 1457 selon Giorgio Vasari qui semble avoir combiné les éléments appartenant aux vies de deux peintres que l'on distingue aujourd'hui comme étant  Giuliano Pesello (1367 - 1446), et son gendre Stefano di Francesco (mort en 1427).